# Dalbergia bathiei
Espèce
Statut de conservation UICN

 EN A1cd, B1+2abcd, C1+2a : En danger
Dalbergia bathiei est une espèce de plantes à fleurs de la famille des Fabaceae.

## Publication originale
- Notulae Systematicae. Herbier du Museum de Paris 14(3): 183. 1951.